# Ronde zakdrager
De ronde zakdrager (Rebelia herrichiella) is een vlinder uit de familie zakjesdragers (Psychidae). De wetenschappelijke naam van deze soort is voor het eerst geldig gepubliceerd in 1912 door Strand.
De soort komt voor in Europa.